# Monestir de Santa Cruz
El monestir de Santa Cruz (en portuguès mosteiro de Santa Cruz) és un monestir situat a la en la freguesia de Santa Cruz, al districte de Coïmbra, Portugal. Va ser fundat pels canonges regulars de la Santa Creu el 28 de juny de 1131. La seva fundació fou recolzada pels monarques Alfons I i Sanç I de Portugal, que hi jeuen enterrats. L'art i l'arquitectura del monestir destaquen en tot el país, especialment per les incorporacions del període manuelí.

## Galeria d'imatges

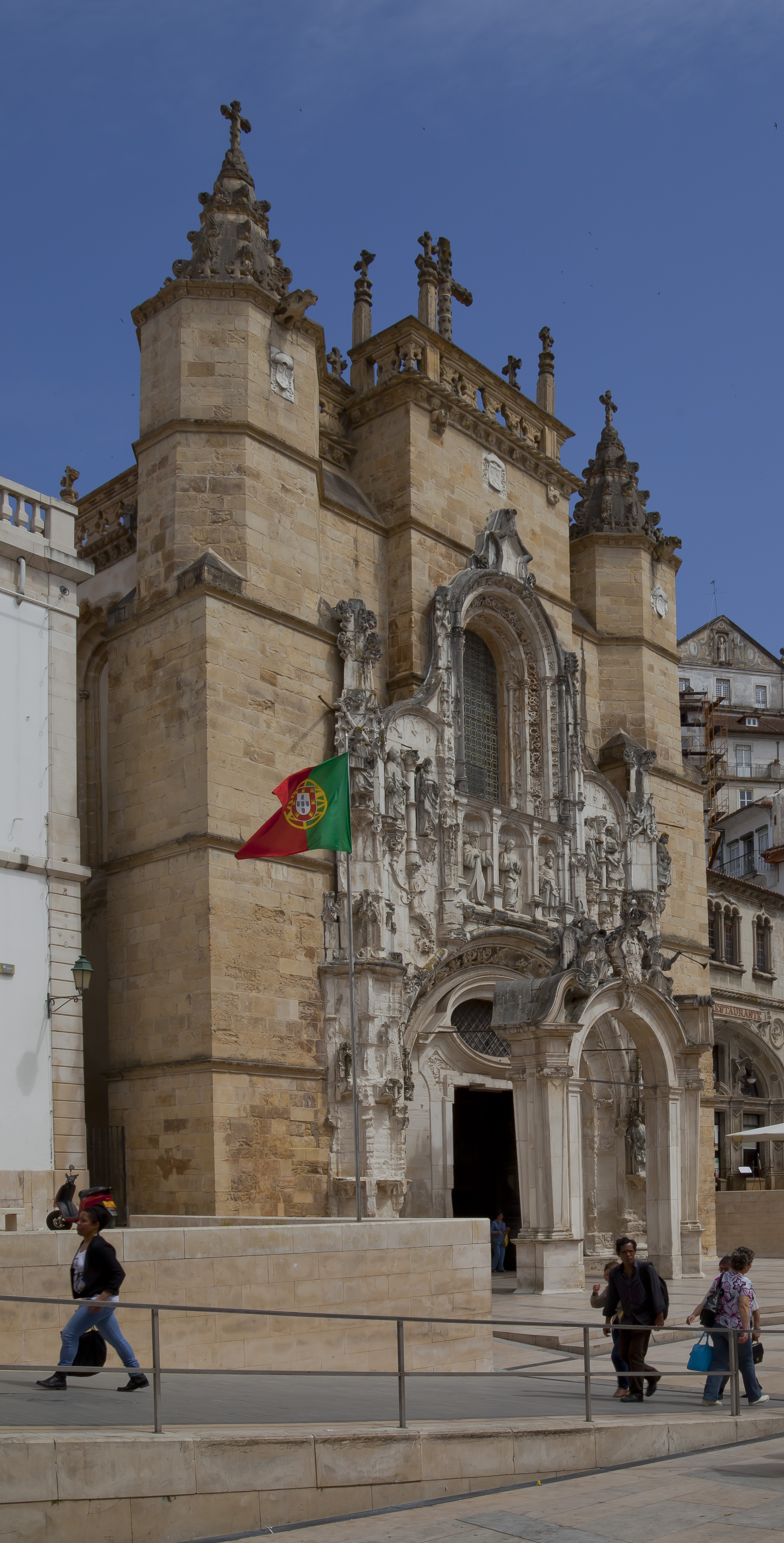
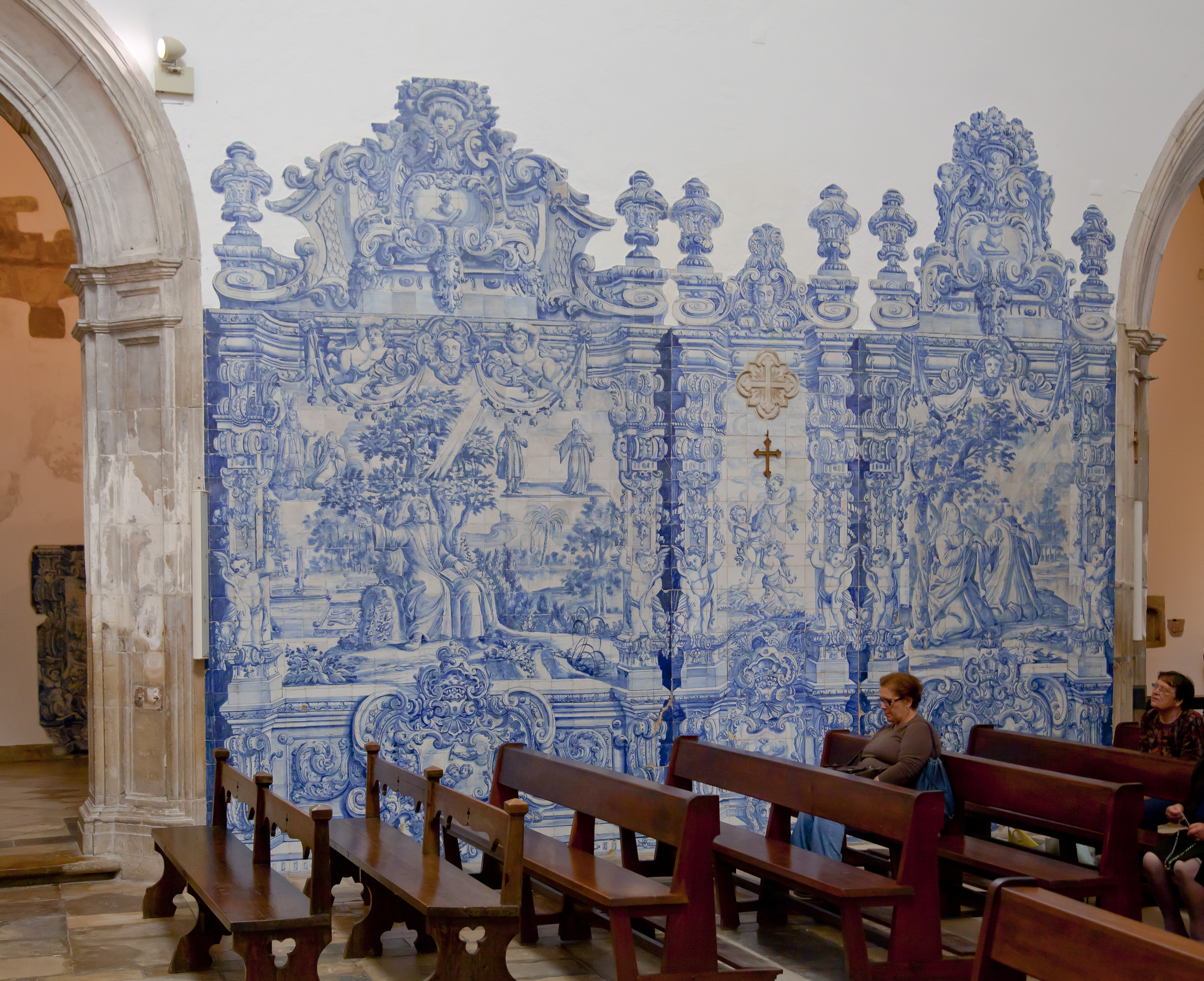
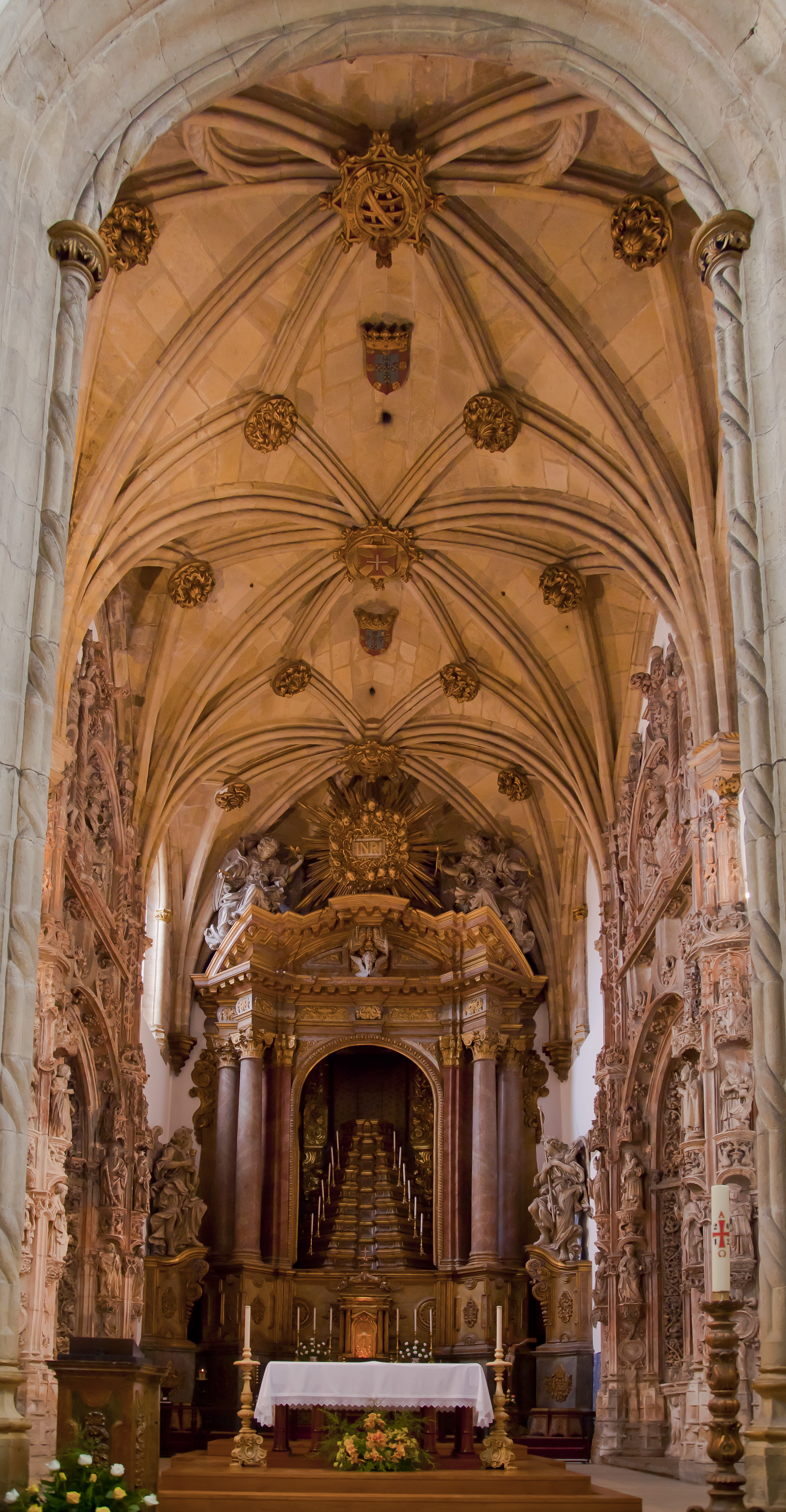
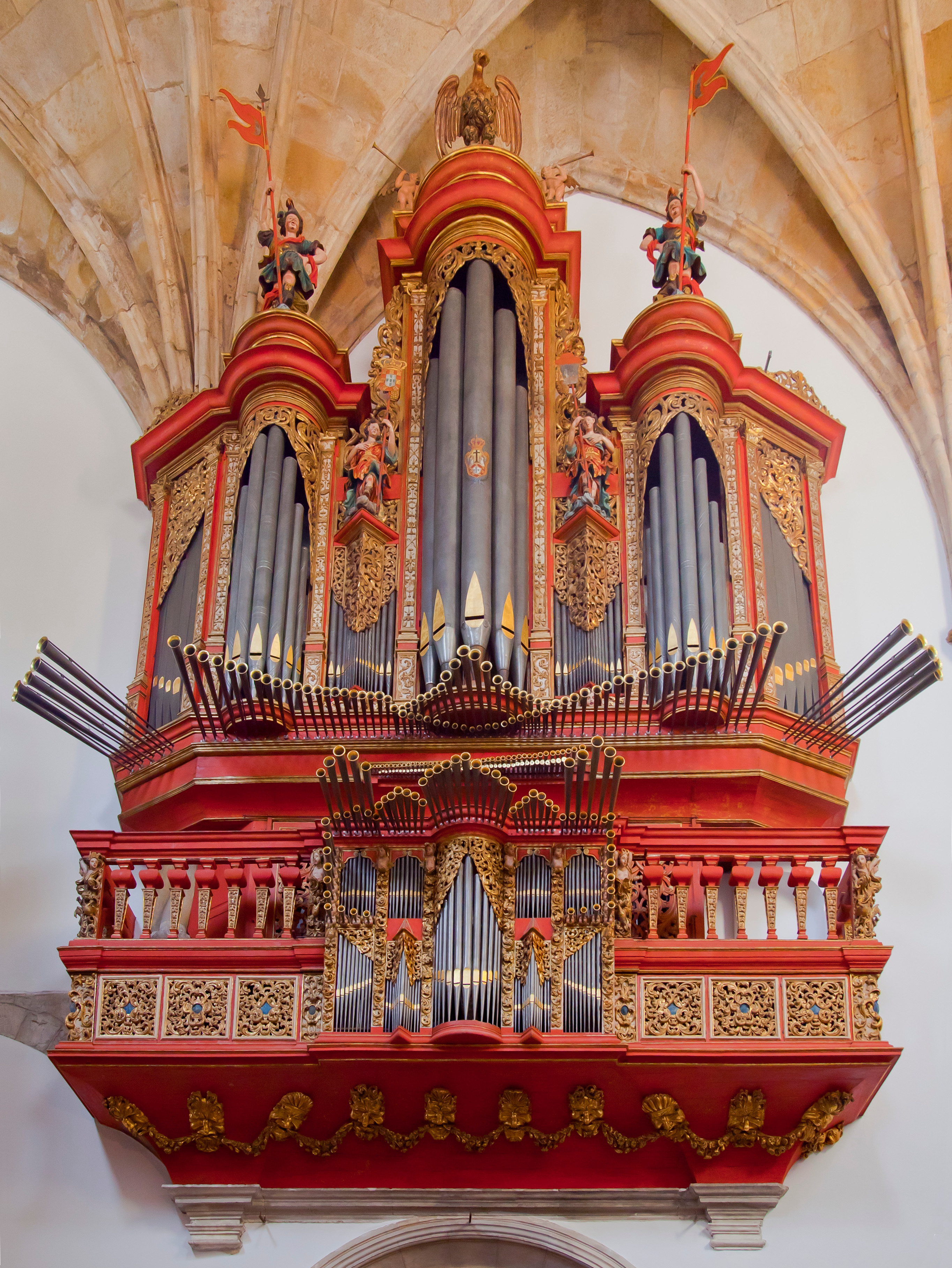